# París-Roubaix 1969
La París-Roubaix 1969 fou la 67a edició de la París-Roubaix. La cursa es disputà el 13 d'abril de 1969 i fou guanyada pel belga Walter Godefroot, que s'imposà en solitari, en l'arribada a Roubaix, als també belgues Eddy Merckx i Willy Vekemans.

## Classificació final
|    | Ciclista           | Equip                            | Temps      |
| -- | ------------------ | -------------------------------- | ---------- |
| 1  | Walter Godefroot   | Flandria-De Clerck-Krueger       | 6h 46' 47" |
| 2  | Eddy Merckx        | Faema                            | + 2' 39"   |
| 3  | Willy Vekemans     | Goldor-Hertekamp-Gerka           | m. t.      |
| 4  | Felice Gimondi     | Salvarani                        | m. t.      |
| 5  | Roger de Vlaeminck | Flandria-De Clerck-Krueger       | m. t.      |
| 6  | Cees Zoontjens     | Caballero                        | + 10' 25"  |
| 7  | Cyrille Guimard    | Mercier-Hutchinson-BP            | + 10' 39"  |
| 8  | Patrick Sercu      | Faema                            | m. t.      |
| 9  | Willy Bocklant     | Pull Over Centrale-Tasmanie-Novy | m. t.      |
| 10 | Barry Hoban        | Mercier-Hutchinson-BP            | m. t.      |